# ジアジリジン
ジアジリジン(Diaziridine)は、三員環の中に2つの窒素原子を含む複素環式化合物である。歪みの大きいヒドラジンと考えることもできる。環の歪みのせいで、窒素原子は配置的に安定で、幾何異性体となっている。通常は、E. Schmitzが開発した方法で合成される。この方法では、弱塩基性下で、カルボニル化合物をアンモニアまたは脂肪族アミン、ヒドロキシルアミン-O-スルホン酸等のアミノ化剤で処理する。最終段階は、アミナールの分子内環化に基づいている。

## 反応
- 非置換ジアジリジンは、より安定なジアジリンに直接酸化(I2/NEt3)されやすい。
- ケテンやイソシアネート等の求電子剤との反応で、環の拡張反応が起こる。
- いくつかの誘導体は、向神経性作用を持つ[1]。